# Barésia-sur-l’Ain
Barésia-sur-l’Ain település Franciaországban, Jura megyében. Lakosainak száma 154 fő (2022. január 1.). Barésia-sur-l’Ain Boissia, Clairvaux-les-Lacs, Coyron, Largillay-Marsonnay, Pont-de-Poitte, Soucia, Thoiria és La Tour-du-Meix községekkel határos.

## Népesség
A település népességének változása:
| Lakosok száma | 83   | 49   | 62   | 135  | 151  | 157  | 150  | 146  | 144  | 154  |
|               | 1968 | 1982 | 1990 | 2006 | 2013 | 2015 | 2017 | 2019 | 2020 | 2022 |